# Inflação de custos

Oferta agregada e Demanda agregada Ilustração das mudanças que fazem com que o nível de preços aumente enquanto que a produção diminui.

A Inflação de custos ou Inflação de oferta, é um tipo de inflação causada por aumentos substanciais no custo de bens ou serviços importantes, em que não existe alternativa adequada. 
Esta inflação, é o tipo de inflação que acontece quando a demanda permanece estável, mas os custos de produção do empresário se elevam. Essa elevação pode ocorrer ou por uma elevação dos salários, nos preços dos insumos ou, ainda, por um encarecimento das fontes de energia. Toda elevação de custos implica numa redução do incentivo ao empresário em produzir determinada mercadoria, caso ele não possa repassar integralmente a elevação dos custos ao consumidor.
Dessa forma, tende a ocorrer uma redução da oferta da mercadoria. Com a queda na produção, a mercadoria fica mais escassa e chegará ao consumidor final por um preço mais elevado. Constata-se que o combate a este tipo de inflação é ainda mais difícil. Ele, em parte, pode ser conseguido com a redução das margens de lucro das empresas, mas nem todas estarão dispostas a fazê-lo. Uma alternativa seria a busca de fontes de energia ou insumos que também não estão sempre disponíveis. 
Está em contraste com a Inflação de demanda. Ambas as descrições da inflação foram, em vários momentos, apresentadas com evidências, muitas vezes inconclusivas, quanto a qual explicação é superior. Uma situação que tem sido frequentemente citada disso foi a crise do petróleo da década de 1970, que alguns economistas vêem como uma das principais causas da inflação experimentada no mundo ocidental naquela década. Argumenta-se que esta inflação resultou de aumentos no custo do petróleo imposto pelos estados membros da OPEP. Como o petróleo é tão importante para as economias industrializadas, um grande aumento no preço pode levar ao aumento do preço da maioria dos produtos, elevando o nível de preços. Alguns economistas argumentam que tal mudança no nível de preços pode elevar a taxa de inflação em períodos mais longos, devido às expectativas adaptativas e à espiral preço/salário, de modo que um choque de oferta passa a ter efeitos persistentes. 
A Inflação de custos pode ser:
- Induzida: quando é resultado do aumento da demanda por um fator de produção escasso. Exemplo: o 'boom' da informática aumenta os salários dos especialistas nessa área.
- Autônoma: se resultar da pressão de grupos oligopolizados ou de monopólios (sindicatos, multinacionais, estatais etc.).